# معادله هیزن ویلیامز
در علم مکانیک سیالات رابطهٔ هیزن ویلیامز یک رابطهٔ تجربی است که دبی آب در یک لوله را با خواص فیزیکی لوله و افت فشار ناشی از اصطکاک مرتبط می کند. این رابطه در طراحی سیستم های انتقال آب کاربرد دارد.
رابطهٔ هیزن ویلیامز نسبت به روابط دیگری که افت‌ هد ها را محاسبه می کنند از این جهت امتیاز دارد که ضریب اصطکاک در آن تابعی از عدد رینولدز نمی باشد. اما دارای عیب‌هایی نظیر این که فقط برای آب معتبر است و تاثیرات دما و ویسکوزیته را لحاظ نمی کند- نیز هست.

## شکل کلی
{\displaystyle V=k\,C\,R^{0.63}\,S^{0.54}}
که در آن :
- V  سرعت متوسط در لوله
- K ضریب تبدیل در یکاهای مختلف (برای سیستم SI برابر 0.849 می باشد و برای سیستم انگلیسی 1.318)
- C  ضریب زبری یا ضریب هیزن – ویلیامز است که بستگی به جنس لوله،  قطر ،  سرعت آب در لوله و عمر لوله دارد.
- R شعاع هیدرولیکی
- S  شیب خط انرژی ( افت هد بر واحد طول لوله )